# Засухин, Пётр Алексеевич
Пётр Алексеевич Засухин (9 января 1900 — 11 января 1918) — красногвардеец Сущевско-Марьинского района Москвы, молотобоец завода Павлова.

## Биография
Родился 9 января 1900 года в городе Медынь, в семье рабочего спичечной фабрики. Отец на фабрике получил травму руки и вскоре умер. После смерти отца, в 12 лет Пётр пошёл работать на мельницу к помещику. В 1917 году переехал в Москву и стал работать молотобойцем на заводе Павлова (в СССР производство № 1 объединения «Мосэлектроприбор»)в Весковском переулке.
6 ноября 1917 года вступил в Красную гвардию Сущевско—Марьинского района Москвы. Во время октябрьских боёв в Москве участвовал в захвате театра «Олимпия», в боях на Тверском бульваре, за телефонную станцию в Милютинском переулке, у Никитских ворот.
На 200-тысячной демонстрации рабочих и солдат 9 января 1918 года участвовал в охране процессии Сущевско-Марьинского района Москвы. На обратном пути — у Моссовета — колонну обстреляли из засады. Пётр был смертельно ранен.
На похоронах, чтобы избежать новых жертв, массового шествия не было. Тела Петра Засухина и других шести погибших накануне вечером доставили в Кремль. К 12 часам дня 14 января 1918 года на Красную площадь прибыли представители районов, фабрик и заводов, штаба Красной гвардии и профсоюзов.
Похоронен у Кремлёвской стены.